# Rad-Weltcup der Frauen 2008
Der Rad-Weltcup der Frauen 2008 war die 11. Austragung des Rad-Weltcups der Frauen, einer seit der Saison 1998 vom Weltradsportverband UCI ausgetragenen Serie der wichtigsten Eintagesrennen im Straßenradsport der Frauen.
Die neun Rennen des Vorjahres wurden ergänzt durch den Trofeo Alfredo Binda-Comune di Cittiglio sowie ein Mannschaftszeitfahren beim Open de Suède Vårgårda.
Die Fahrerinnenwertung gewann die Deutsche Judith Arndt.

## Rennen
| Rennen                                       | Siegerin                                                  | Team                               |
| -------------------------------------------- | --------------------------------------------------------- | ---------------------------------- |
| Geelong Tour                                 | Katheryn Curi Mattis                                      | Webcor Builders Cycling Team       |
| Trofeo Alfredo Binda-Comune di Cittiglio     | Emma Pooley                                               | Specialized Designs for Women      |
| Flandern-Rundfahrt                           | Judith Arndt                                              | High Road Women                    |
| Ronde van Drenthe                            | Chantal Beltman                                           | High Road Women                    |
| La Flèche Wallonne                           | Marianne Vos                                              | DSB Bank                           |
| Berner Rundfahrt                             | Susanne Ljungskog                                         | Menikini-Selle Italia              |
| Coupe du Monde Cycliste Féminine de Montréal | Judith Arndt                                              | High Road Women                    |
| Open de Suède Vårgårda                       | Kori Seehafer                                             | Menikini-Selle Italia              |
| Open de Suède Vårgårda – MZF                 | Priska Doppmann Karin Thürig Christiane Soeder Carla Ryan | Cervélo-Lifeforce Pro Cycling Team |
| Grand Prix de Plouay                         | Fabiana Luperini                                          | Menikini-Selle Italia              |
| Rund um die Nürnberger Altstadt              | Judith Arndt                                              | High Road Women                    |

## Endstand
|    | Fahrerin            | Punkte |
| -- | ------------------- | ------ |
| 1  | Judith Arndt        | 365    |
| 2  | Suzanne de Goede    | 232    |
| 3  | Marianne Vos        | 182    |
| 4  | Fabiana Luperini    | 125    |
| 5  | Emma Pooley         | 117    |
| 6  | Chantal Beltman     | 114    |
| 7  | Kirsten Wild        | 109    |
| 8  | Charlotte Becker    | 105    |
| 9  | Marta Bastianelli   | 101    |
| 10 | Ina-Yoko Teutenberg | 100    |

|   | Team                               | Punkte |
| - | ---------------------------------- | ------ |
| 1 | High Road Women                    | 852    |
| 2 | Equipe Nürnberger                  | 498    |
| 3 | Menikini-Selle Italia              | 442    |
| 4 | Cervélo-Lifeforce Pro Cycling Team | 396    |
| 5 | Menikini – Selle Italia – Gysko    | 292    |